# Stanislav Shekshnia

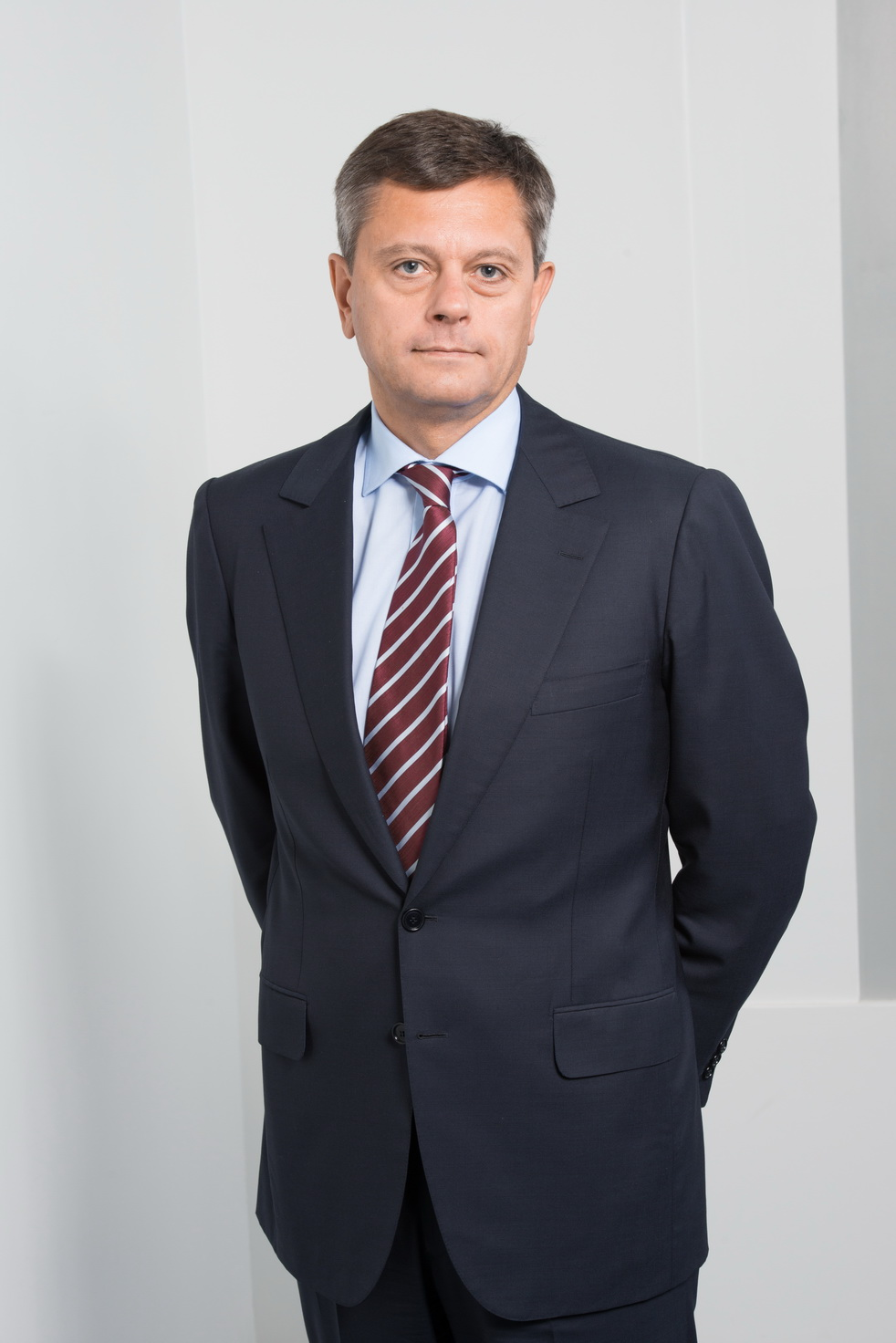
Stanislaw W. Schekschnja (2012)

Stanislaw Wladimirowitsch Schekschnja (russisch Станислав Владимирович Шекшня; * 1964) ist Senior Affiliate Professor im Bereich Unternehmertum und Familienunternehmen an der privaten Wirtschaftshochschule INSEAD.

## Leben
Schekschnja hat einen Master und PhD-Abschluss von der Moskauer Staatlichen Universität und einen MBA von der Northeastern University in Boston.
Seine Forschungsschwerpunkte sind Unternehmensführung, Entwicklung von Unternehmensführung und die Steuerung von Wachstumsmärkten und Organisationen. Bevor er an die INSEAD kam, arbeitete Schekschnja an der Moskauer Staatlichen Universität, an der Ecole Superieure de Commerce, der Northeastern University, dem Institut für Internationales Management in Sankt Petersburg und auf dem Moskauer Campus der California State University.
Seine Forschungsergebnisse wurden unter anderem veröffentlicht in Academy of Management Executive, European Management Journal, European Journal of International Management, Harvard Business Review, Journal of West-East Business, Case Research Journal, California Management Review, Journal of Management Inquiry und Organizational Dynamics.
Neben seinem akademischen hat Schekschnja auch einen unternehmerischen Hintergrund. Er hatte verschiedene Positionen bei Alfa-Telecom, VimpelCom, Millicom International Cellular, Otis Elevator und SUEK inne. Er ist Partner bei WH Advisors, Dubai.

## Veröffentlichungen
- (zusammen mit Veronika Zagieva) Leading a Board. Chairs’ Practices Across Europe. Palgrave Macmillan, Singapore, second edition, ISBN 978-981-16-0727-1
- (zusammen mit Veronika Zagieva) Leading a Board. Chairs’ Practices Across Europe. Palgrave Macmillan, Singapore, ISBN 978-981-1331-96-1.
- CEO School. Insights from 20 Global Business Leaders. Palgrave Macmillan, Singapore, ISBN 978-981-10-7865-1.
- Special issue on Russian leadership. Elsevier, Amsterdam 2008.
- Как эффективно управлять свободными людьми: коучинг. Moskva Al'pina Publishing, Moskau 2016, ISBN 5-9614575-9-1.
- (zusammen mit Manfred F.R. Kets de Vries, Konstantin Korotov und Elizabeth Florent-Treacy): The New Russian Business Leaders. Edward Elgar Publishing, Cheltenham 2004, ISBN 978-1-84376-499-1.
- (zusammen mit Daniel J. McCarthy, Sheila M. Puffer): Corporate Governance in Russia. Edward Elgar, Cheltenham 2004, ISBN 978-1-84376-205-8.